# 8503 Masakatsu
8503 Masakatsu eller 1990 WX3 är en asteroid i huvudbältet som upptäcktes den 21 november 1990 av de båda japanska astronomerna Kazuro Watanabe och Kin Endate vid Kitami-observatoriet. Den är uppkallad efter Masakatsu Fujimoto.
Asteroiden har en diameter på ungefär 4 kilometer.